# Классическая гимназия № 1 имени В. Г. Белинского
Классическая гимназия № 1 имени Виссариона Григорьевича Белинского — одно из старейших образовательных учреждений России, основанное в г. Пензе в 1786 году.

## История

### Дореволюционное время

#### Становление гимназии
Самая знаменитая пензенская гимназия была основана 14 июня 1786 года как Народное училище на средства заседателя приказа общественного призрения подпоручика П. В. Сипягина в соответствии с указом императрицы Екатерины II от апреля 1786 г., которым повелено было открыть народные училища в 25 губерниях. 5 августа 1786 года Екатерина II утвердила «Устав о народных училищах», по которому Пензенское народное училище получило статус «Главное народное училище» и 22 сентября 1786 года было торжественно открыто. В Главном народном училище было 4 класса, обучение продолжалось 5 лет. В младших классах детей учили Закону Божию, чтению, письму, началам грамматики, рисованию, арифметике и читать книгу «О должностях человека и гражданина», в дальнейшем изучались пространный катехизис, священная история, христианское нравоучение, объяснение Евангелия, арифметика, грамматика, всеобщая и русская история и краткая география, а в старших классах преподавалась геометрия, архитектура, механика, физика, натуральная история и немецкий язык.

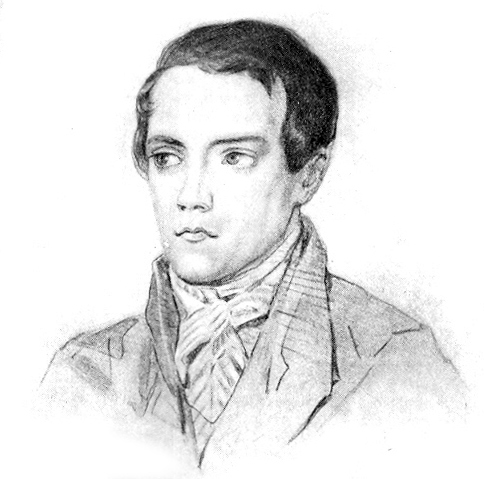
Виссарион Белинский

Мемориальная доска в честь И. И. Лажечникова на Московской, 11. Скульптор А. С. Хачатурян.

В 1804 году в процессе реформы народного образования Александра I, начатой в 1802 году, Главное народное училище было преобразовано в Мужскую гимназию города Пензы. В то время гимназия располагалась на углу улиц Никольской (ныне Карла Маркса)и Троицкой (ныне Кирова) на северо-восточной границе крепостного квартала (сейчас в этом здании размещается Литературный музей Архивная копия от 15 октября 2011 на Wayback Machine). Позже к этому зданию добавилось помещение на ул. Московской, 11. Уровень обучения в гимназии был весьма высок для русской провинции и был обусловлен высокой степенью культуры и образованностью преподавателей и руководителей гимназии. В 1821—1823 гг. директором училищ Пензенской губернии (а по некоторым сведениям, и директором Мужской гимназии) был И. И. Лажечников — автор известных исторических романов «Ледяной дом» и «Басурман». С 1825 до 1829 года здесь учился будущий великий литературный критик, публицист, философ-западник В. Г. Белинский. Гимназия очень быстро развивается и растёт.

#### Пензенский дворянский институт
В 1838 году при Пензенской мужской гимназии был открыт Пансион на улице Дворянской (ныне Красной), который с 1 января 1844 года был преобразован в Дворянский институт — среднее учебное заведение закрытого типа. А в 1847—1851 гг. для размещения учебного заведения на той же Дворянской улице возводится трёхэтажное здание под руководством главного архитектора Казанского учебного округа П. С. Гесса. Проект здания разработан в Главном управлении путей сообщения и публичных зданий. 8 января 1852 года занятия начались в новом здании. Стены этого здания помнят многих выдающихся деятелей истории и культуры. Под руководством институтских и гимназических наставников: словесника В. И. Захарова, историка В. Х. Хохрякова, физика и математика И. Н. Ульянова, этнографа В. А. Ауновского- здесь получили образование писатель В. А. Слепцов, основоположник отечественной педиатрии Н. Ф. Филатов, юрист и литератор Н. П. Петерсон театральный критик А. Н. Баженов.

#### Гимназия на Дворянской улице
В 1868 году, через 5 лет после ликвидации Дворянского института, Мужская гимназия переходит в здание на Дворянской улице. В этом здании гимназия размещается и поныне. В 1880 году гимназия переименовывается в 1-ю мужскую. Среди выпускников гимназии конца XIX — начала XX века много выдающихся людей, оставивших свой след в истории России: учёный-филолог Ф. И. Буслаев, основоположник педиатрии Н. Ф. Филатов, историк В. О. Ключевский, правовед, профессор, ректор Казанского университета Г. Ф. Дормидонтов Архивная копия от 29 марта 2012 на Wayback Machine, выдающийся юрист Н. С. Таганцев, профессора Казанского университета Н. П. Загоскин, Л. З. Колмачевский, врачи Э. Г. Салищев, К. Р. Евграфов (недоступная ссылка), Н. А. Щепетильников (недоступная ссылка), Н. В. Мораховский (недоступная ссылка), А. Ф. Сойнов (недоступная ссылка), А. С. Русинов (недоступная ссылка), писатели Муса Акджигитов (недоступная ссылка), А. Г. Малышкин, маршал Советского Союза М. Н. Тухачевский, геоботаник М. В. Культиасов (недоступная ссылка), доктор биологических наук, основатель Пензенского ботанического сада И. И. Спрыгин.

### Советский период
В 1918 году Первая мужская гимназия была переименована в 1-ю единую трудовую советскую школу второй ступени имени В. О. Ключевского, имея 402 ученика.
К 1921 году в состав 1-й единой трудовой школы вошли: единая трудовая школа № 2 имени В. Г. Белинского (бывшая духовная семинария, 1800 г., ул. Дворянская, 22); школа второй ступени № 38 (бывшая гимназия Шор и Мансыревой, 1906 г., ул. Пешая, 20, ныне ул. Богданова); школа второй ступени № 7 (бывшее Епархиальное женское училище, 1846 г., ул. Дворянская, 34, ныне ул. Красная, 64) и школа первой ступени № 9, преобразованная в 1920 году из школы первой ступени № 33 (бывшее 6-е женское начальное училище, 1903 г., угол улиц Суворовской, 18, и Никольской (ул. Советская и ул. Карла Маркса). Школа стала носить имя В. Г. Белинского. Занятия в 20-е годы проходили в здании на улице Пешей, 20.
В 1932 году школа реорганизована в семилетнюю и включена в фабрично-заводскую систему (ФЗС), прикреплена к Велозаводу.
В 1935 году школа стала десятилеткой. В 1941 году была объединена со средней школой № 10 и как «Средняя школа № 10 имени В. И. Ленина» была размещена в здании по ул. Красной, 64.
И, наконец, в 1949 году в результате очередной реорганизации школа была возвращена в своё здание по ул. Красной, 54 как «Средняя школа № 1 имени В. Г. Белинского».
В 1959 году Средняя школа № 1 имени В. Г. Белинского стала средней общеобразовательной трудовой политехнической школой с производственным обучением.

## Госпитали на территории школы в военное время
В годы Первой мировой войны на территории основного здания Первой мужской гимназии (нынешнее здание на улице Красная, 54) был развёрнут госпиталь для лечения раненых солдат Русской императорской армии.
В годы Великой Отечественной войны на территории здания школы (ул. Красная, 54) действовал эвакуационный госпиталь № 1648. Приказ о его развертывании был получен начальником госпиталя 25 июня 1941 года. Эвакогоспиталь был полностью развернут в школе 2 июля 1941 года. Специализация эвакогоспиталя: нейрохирургия, офтальмология, отоларингология. Госпиталь был рассчитан на 650 койко-мест. В актовом зале располагалась операционная. Рабочий день в госпитале длился 12 часов, врачи работали в две смены. За время Великой Отечественной войны в эвакогоспитале была оказана медицинская помощь 7 тысячам фронтовиков Красной армии (76 % из них возвратились в строй), провели 1802 хирургические операции. Эвакуационный госпиталь № 1648 был расформирован 31 декабря 1946 года.
В 2019 году по инициативе пензенского регионального отделения «Поискового движения России» был разработан экскурсионный маршрут «Здесь был эвакогоспиталь».

## Гимназия сегодня
В 1992 году ей было возвращено историческое название: «Классическая гимназия № 1 имени В. Г. Белинского». Сейчас она имеет статус государственного общеобразовательного учреждения. Долгое время в гимназии набирали количество учеников, подходящее для создания двух классов, однако в 2020 учебном году было принято решение о зачислении трёх классов на первый год обучении в гимназии. И в настоящее время в гимназии уже более 600 учеников.

### Коллектив
В педагогическом коллективе 74 учителя, из которых 51 имеют высшую и первую квалификационные категории, 3 учителям присвоено звание «Заслуженный учитель Российской Федерации», 17 — награждены знаком «Отличник просвещения». Один учитель является трижды лауреатом премии Джорджа Сороса. В коллективе 15 победителей профессиональных конкурсов, 6 кандидатов наук, 2 мастера спорта. 97 % учителей имеют сертификаты Федерального центра INTERNET-образования.

### Образовательные технологии
- развивающее обучение по системе Д. Б. Эльконина — В. В. Давыдова;
- информационно-коммуникационные технологии;
- проектная деятельность.
- открытая для педагогического сообщества и сотрудничества образовательная система

Гимназия сегодня
- член Международной Ассоциации школ развивающего обучения (система Д. Б. Эльконина-В. В. Давыдова);
- член Международного движения «Красивая школа»;
- член Ассоциации инновационных школ г. Пензы;
- Федеральная экспериментальная площадка по проблеме «Организационно-педагогические условия оптимизации процесса освоения инновационных образовательных систем»;
- городская лаборатория развивающего обучения (система Д. Б. Эльконина-В. В. Давыдова);
- пилотная площадка муниципального проекта «Построение системы менеджмента качества муниципальной образовательной среды»;
- участник регионального проекта «Именные школы».

### Материально-техническая база
- современные классные комнаты и учебные кабинеты, оборудованные интерактивными досками, компьютерной и телевизионной техникой;
- медиацентр,
- кабинет мультимедийного обучения,
- центр психолого-педагогического сопровождения учащихся, в том числе: социально-психологическая служба, служба здоровья, служба проектной деятельности, служба педагогического мониторинга.
- многофункциональный спортивный зал,
- кинозал и танцевальный зал,
- мастерская переплетного дела,

### Традиции
- межрегиональная олимпиада классов развивающего обучения;
- интеллектуальный марафон;
- конкурсы ораторов, критиков, философов, переводчиков, юных сочинителей, компьютерных газет; классных хоров и театральных коллективов;
- издание рукописного журнала «МЫ»;
- издание серии «Юный поэт»;
- ежемесячное печатное издание газеты «Позиция» и компьютерной газеты «Русское слово»
- научно-практическая конференция «От творчества учителя к творчеству ученика»;
- краеведческие «Хохряковские чтения»;
- праздник «Ученик года»;
- книга Рекордов гимназии и Звездная карта гимназии;
- конкурс «Самый умный ребёнок»;
- именные премии за достижения в различных областях знаний, премия «За миролюбие» им. Героя России Р. Г. Берсенева (выпускника гимназии);
- «Минерва» — высшая награда лучшему учащемуся;
- дни здоровья;
- благотворительные акции «День пожилого человека», операция «Клумба», сбор средств на восстановление памятников культуры, дарение книг в школьную библиотеку;
- летний образовательно-оздоровительный лагерь для одаренных детей «Интеллект».[13]

### Регалии гимназии
- лауреат гранта III степени образовательных программ фонда им. Дж. Сороса, 1994 год;
- лауреат областных и Всероссийских конкурсов «Школа года-95», «Школа года — 2001»;
- лауреат Всероссийского конкурса материалов по воспитательной работе, 1996 г.;
- неоднократный лауреат областных и Всероссийских конкурсов на лучшую организацию туристско-краеведческой работы, 1996—1997 г.;
- лауреат Всероссийского конкурса «Красивая школа — 1», 1998 г.;
- лауреат Всероссийского конкурса культурно-образовательных инициатив на присвоение статуса «Федеральная экспериментальная площадка», 2000 г.;
- участник регионального проекта «Именные школы», лауреат Всероссийского конкурса «Традиции нашей школы», 2000 г.;
- участник Международного проекта молодёжной прессы «FAX», с 2000 г.;
- дипломант Всероссийского форума «Школа — 2003»;
- участник Российско — германского проекта «Триумф и боль»;
- победитель областных конкурсов «Школа и компьютер», 2005, 2006 гг.;
- победитель областного конкурса «Лучшие школы Пензенской области — 2006»;
- лауреат конкурса «Лучшие школы России — 2006»;
- победитель конкурса образовательных учреждений активно внедряющих инновационные образовательные проекты;
- лауреат конкурса Федеральной программы «100 лучших товаров и услуг»;
- интеллектуальный лидер национальной программы «Интеллектуально — творческий потенциал России»;
- лауреат Всероссийского конкурса «Лучший школьный дизайн — 2008».

## Руководители гимназии
Известно, что за всю историю учебного заведения было 49 руководителей. Должности назывались по-разному: директор, председатель школьного совета, заведующий. И всего пять женщин. Из них две — И. Н. Андриевская и О. В. Ивлиева — выпускницы этой же школы. Ольга Викторовна Ивлиева руководила гимназией двадцать пять лет: она заслуженный учитель РФ, при ней заведение вернуло себе статус классической гимназии.
- 1786—1791 — Сипягин, Пётр Васильевич
- 1803—1807 — Захарьин, Сергей Наумович
- 1821—1823 — Лажечников, Иван Иванович
- 1843— ? — Рыбушкин, Михаил Самсонович
- 18.02.1861— ? — Шарбе, Раймунд Августович
- 05.08.1872— ? — Бауэр, Карл Васильевич
- 1887—1891 — Соловьёв, Александр Евграфович
- 1892— ? — Покровский, Владимир Степанович
- 1949—1952 — Соломонов, Сергей Варлаамович
- 1952—1954 — Андриевская, Ирина Николаевна
- 1954—1956 — Андреюк, Матвей Яковлевич
- 1956—1965 — Старшов, Николай Иванович
- 1965—1970 — Павленко, Антон Степанович
- 1977—1978 — Полосин, Николай Иванович
- 1985—2010 — Ивлиева, Ольга Викторовна[3]
- 2010—2013 — Вотякова, Александра Владиславовна
- 2013—н/в — Тер-Аракелян, Этери Кареновна

## Известные преподаватели гимназии

В. В. Колядина

В скобках указаны годы работы в гимназии.
- Архангельский, Николай Николаевич (1919—1960)
- Гордеев, Евгений Александрович (1955—2005)
- Захаров, Владимир Иванович (1855—1862)
- Иллюстров, Петр Михайлович (1902—19??)
- Колядина, Варвара Васильевна (1924—1958)
- Молебнов, Михаил Петрович (1916—1917)
- Пальман, Лия Михайловна (1958—1976)
- Перевощиков, Василий Матвеевич (1806—1809)
- Попов, Михаил Максимович (1821—183?)
- Руссов, Степан Васильевич (1786—1793)
- Ульянов, Илья Николаевич (1855—1863)
- Хохряков, Владимир Харлампиевич (1874—?)
- Цилли, Борис Иванович (1901—1918)
- Беликова, Мария Георгиевна
- Пушкарева, Надежда Николаевна
- Лазаревская, Людмила Ивановна
- Писарева Раиса Михайловна

## Известные ученики гимназии
- Авксентьев, Николай Дмитриевич (1878—1943), глава Уфимской директории
- Акимов, Михаил Григорьевич (1840—1914), российский государственный деятель
- Алипов, Григорий Васильевич (1887—1971) и Алипов, Иван Васильевич (1890—1973), врачи
- Бакулин, Владимир Дмитриевич (1857—1913), генерал-майор свиты ЕИВ
- Барсуков, Кир Александрович (1929—2001), физик-теоретик, академик Нью-Йоркской Академии Наук
- Белинский, Виссарион Григорьевич (1811—1848), писатель, литературный критик
- Берсенев, Роман Генрихович (1972—1998), Герой России
- Базилёв, Иван Васильевич (1800—1873), педагог
- Будищев, Алексей Николаевич (1864—1916), писатель
- Булыгин, Владимир Яковлевич (1790—1838), историк
- Буслаев, Фёдор Иванович (1818—1897), филолог, искусствовед, академик Императорской академии наук
- фон Вимпфан, Владимир Фёдорович) (1873—1919), в монашестве — Леонтий, епископ Русской православной церкви
- Войноральский, Порфирий Иванович (1844—1898), революционер-народник
- Вырубов, Василий Васильевич (1879—1963), российский земский, государственный и общественный деятель, промышленник, мемуарист
- Галецкий, Иван Владиславович (1874-?), народоволец, депутат Государственной думы Российской империи I созыва
- Гуль, Роман Борисович (1896—1986), писатель
- Даниил (Сивиллов) (1798—1871), архимандрит
- Дворянцева-Каткова, Валентина Федоровна (1920—2002), Заслуженный врач РСФСР, Почетный гражданин города Пензы
- Державин, Николай Николаевич (1847 — ?), педагог
- Диатропов, Петр Николаевич (1859—1934), гигиенист, микробиолог, заслуженный деятель науки РСФСР
- Загоскин, Николай Павлович (1851—1912), учёный-правовед, ректор Казанского университета
- Евграфов Константин Романович (1859—1917), врач
- Иванов, Борис Михайлович (1895—1993), офицер, руководитель РОВС
- Илышев, Николай Петрович (1841- после 1905), генерал-майор, участник русско-турецкой войны 1877—1878 гг.
- Инсарский, Василий Антонович (1814—1882), писатель
- Ишутин, Николай Андреевич (1840—1879), революционер-террорист
- Калмыков, Николай Александрович (1833—1904), генерал-лейтенант, участник Восточной и Кавказской войны
- Каракозов, Дмитрий Владимирович (1840—1866), революционер-террорист
- Константинов, Всеволод Валентинович (род. 1975), российский психолог, доктор психологических наук.
- Кузнецов, Николай Дмитриевич (1907—1972), историк, дипломат, посол СССР в Королевстве Норвегия (1945—1947)
- Лапин, Петр Иванович (1909—1986) советский биолог, член-корреспондент АН СССР
- Лебедев, Кастор Никифорович (1812—1876), сенатор
- Малышкин, Александр Георгиевич (1892—1938), писатель
- Мораховский, Николай Владимирович (1883—1945), врач
- Неклюдов, Николай Андрианович (1840—1896), русский криминалист, обер-прокурор Уголовного кассационного департамента Правительствующего сената
- Перевощиков, Василий Матвеевич (1786—1851), писатель, академик Императорской академии наук
- Перевощиков, Дмитрий Матвеевич (1788—1860), астроном, академик Императорской академии наук, 51-й ректор Московского университета
- Попов, Юрий Михайлович (р. 1929), физик, лауреат Ленинской премии[14]
- Порецкий, Александр Устинович (1819—1879), писатель
- Протопопов, Александр Сергеевич (1883—1948)
- Рассохо, Анатолий Иванович (1914—2003), адмирал ВМФ СССР
- Салов, Илья Александрович (1834—1902), писатель
- Селиванов, Дмитрий Фёдорович (1855—1932), математик
- Соколов, Аркадий Дмитриевич (1865—?), генерал-майор
- Стефановский, Иван Петрович (1850—1878), художник-пейзажист
- Сыромятников, Сергей Петрович (1891—1951), теплотехник, академик АН СССР
- Таганцев, Николай Степанович (1843—1923), известный русский юрист, теоретик уголовного права
- Татаринов, Александр Алексеевич (1817—1886), врач и дипломат
- Тухачевский, Михаил Николаевич (1893—1937), военачальник
- Усыскин, Илья Давыдович (1910—1934), физик
- Филатов, Нил Федорович (1847—1902), основоположник педиатрии
- Филипсон, Григорий Иванович (1809—1883), генерал от инфантерии, сенатор, участник Кавказской войны
- Цейдлер, Петр Михайлович (1821—1873)
- Цигаль, Виктор Ефимович (1916—2005), художник, член-корреспондент АХ СССР
- Цигаль, Владимир Ефимович (род. 1917) советский и российский скульптор, народный художник СССР, академик АХ СССР
- Хлебников, Николай Иванович (1840—1880)
- Югов, Сергей Иванович (1828—1866)[15]
- Юшков, Серафим Владимирович (1888—1952), учёный-правовед, академик АН СССР
- Яшина, Лариса Ивановна (р. 1941), поэт